# Führungsziel
Führungsziele sind in der Führungslehre die persönlichen Ziele und Zielvorgaben, die eine Führungskraft sich oder anderen bei der Wahrnehmung der Führungsaufgaben setzt und die übereinstimmen müssen mit den übergeordneten Zielen. 

## Allgemeines
Übergeordnete Ziele können sein Unternehmensziele (in Unternehmen) oder Staatsziele (bei Behörden). Jede Art von Führung erfordert ein Führungsziel, Führungsmittel und Führungsinstrumente. Die Führungsmittel und Führungsinstrumente müssen je nach dem gewählten Führungsziel eingesetzt werden. Führungsziele setzt sich die Führungskraft, sie sind konform mit den Unternehmenszielen (Zielharmonie) und diesen untergeordnet. Mit jedem Führungsstil ist ein Führungsziel derart verbunden, dass bei der Benutzung eines bestimmten Führungsstils ein bestimmtes Führungsziel gestärkt wird.

## Arten
Es gibt allgemein sach- und personalorientierte Führungsziele:
- Sachorientierte Führungsziele: Die Führungskraft konzentriert ihre Führungsziele auf den Betriebszweck und stellt Produkt- oder Dienstleistungsqualität, Liquidität, Produktivität und/oder Rentabilität in den Vordergrund.
- Personalorientierte Führungsziele befassen sich mit den zu führenden Mitarbeitern und fokussieren sich auf Arbeitsschutz, Arbeitssicherheit, Arbeitszufriedenheit, Betriebsklima, Fürsorgepflicht oder Gruppenkohäsion.

Für die einzelne Führungskraft wird das Führungsziel zur Zielvorgabe, nachdem mit dem Mitarbeiter eine Zielvereinbarung erfolgt ist. 
Zudem werden folgende Führungsziele unterschieden:
- Leistungsziele als von Mitarbeitern zu erfüllende Leistungsnorm(en), wie etwa die über die Arbeitsleistung erreichbaren Umsatzerlöse oder Marktanteile, aber auch Schulnoten bei Schülern.
- Verhaltensziele als erwartete Verhaltensnormen für die Mitarbeiter, z. B. gegenseitige Kooperationsbereitschaft, Teamfähigkeit, Verringerung von Fehlzeiten.
- Zufriedenheitsziele als Grad der Arbeitszufriedenheit der geführten Mitarbeiter, z. B. positive Einstellung, Akzeptanz der Arbeitsbedingungen und der Arbeitsumgebung, Zufriedenheit mit der Führung.

Diese Führungsziele dienen dem Vorgesetzten zur Orientierung, in welche Richtung der Mitarbeiter geführt werden soll. Durch klare Zielformulierungen wird das Führungsverhalten diszipliniert, denn die Führungsgrößen werden später mit den Ist-Größen verglichen, auf die von der Führungskraft solange hinzusteuern ist, bis der Soll-Zustand eintritt. Je nach der Orientierung des Zeitraumes (kurz-, mittel- bzw. langfristig) müssen Ziele anders formuliert werden. Ferner muss ein Unterschied zwischen quantitativen und qualitativen Zielen herausgearbeitet werden.

## Führungsziele und Führungskompetenzen
Führungsziele sollten durch Führungskräfte so gewählt werden, dass ihnen jeweils direkt eine entsprechende Führungskompetenz zugeordnet werden kann, um bei Zielabweichungen entsprechende gegensteuernde Handlungsalternativen entwickeln zu können:
| Führungswert | Führungsziele                                                    | Führungskompetenzen                                              |
| ------------ | ---------------------------------------------------------------- | ---------------------------------------------------------------- |
| Know-how     | Fähigkeit, Wissen aus verschiedenen Wissensgebieten zu vernetzen | es werden qualifizierte Entscheidungen getroffen                 |
| Change       | Veränderungen gestalten                                          | Offenheit für neue Ideen und Innovationen                        |
| Interaktion  | Gespür für die Chemie zwischen Mitarbeitern                      | Gestaltung der sozialen Beziehungen und Förderung der Diversität |
| Vision       | Fähigkeit, Mitarbeiter zu begeistern                             | Beeinflussung, Motivation und Überzeugung von Menschen           |
| Drive        | Durchsetzungsfähigkeit                                           | Mutige Führung                                                   |
| Learning     | Fähigkeit, aus Erfahrungen zu lernen                             | Suche, Akzeptanz und Nutzung von Feedback                        |

Das zentrale Führungsziel ist eine zielgerichtete Beeinflussung und letztlich eine nachhaltige Steuerung des Verhaltens anderer Personen. Von Führungserfolg ist im Rahmen der Personalführung entsprechend dann auszugehen, wenn es Vorgesetzten gelungen ist, das leistungsrelevante Verhalten der Mitarbeiter wirksam in die gewünschte Richtung zu lenken. Werden die angestrebten Führungsziele dagegen nicht erreicht, liegt ineffektive Führung vor. Von schlechter Führung spricht man, wenn die Führungskraft die Vermittlung zwischen ihren Führungszielen und den übergeordneten Unternehmenszielen systematisch verfehlt.
In der kybernetischen Führungstheorie entsprechen den Führungszielen die Führungsgrößen. Zeigt ein Vergleich des erreichten Ist mit dem anzustrebenden Soll eine Diskrepanz, dann ist es Aufgabe der Führungskraft, durch ihr Verhalten so auf die Geführten einzuwirken, dass diese Diskrepanz beseitigt wird. Das heißt, der Führende unterstützt den Geführten bei der Zielerreichung. Ein Unternehmen erreicht einen hohen Zielerreichungsgrad, wenn Unternehmensziele mit Hilfe der Führungsziele erfüllt werden.